# Puntius
Puntius – rodzaj ryb z rodziny karpiowatych (Cyprinidae). Wiele gatunków z tego rodzaju to ryby akwariowe.

## Występowanie
Afryka i Azja.

## Klasyfikacja
Gatunki zaliczane do tego rodzaju:
| - Puntius amarus - Puntius ambassis - Puntius amphibius - Puntius aphya - Puntius arenatus - Puntius assimilis - Puntius aurotaeniatus - Puntius banksi - Puntius bantolanensis - Puntius bimaculatus – brzanka dwucętkowa - Puntius binotatus – brzanka dwupunktowa - Puntius bizonatus - Puntius bramoides - Puntius brevis - Puntius bunau - Puntius burmanicus - Puntius cataractae - Puntius cauveriensis - Puntius chalakkudiensis - Puntius chola - Puntius compressiformis - Puntius crescentus - Puntius deccanensis - Puntius denisonii - Puntius disa - Puntius dorsalis - Puntius dorsimaculatus - Puntius dunckeri - Puntius everetti – brzanka Everetta - Puntius flavifuscus - Puntius fraseri - Puntius gemellus - Puntius guganio - Puntius hemictenus - Puntius herrei - Puntius jacobusboehlkei - Puntius jayarami - Puntius johorensis – brzanka liniowana - Puntius kamalika - Puntius katolo - Puntius kelumi - Puntius khohi | - Puntius kuchingensis - Puntius lanaoensis - Puntius lateristriga – brzanka czarnopręga - Puntius layardi - Puntius lindog - Puntius lineatus - Puntius madhusoodani - Puntius mahecola - Puntius manalak - Puntius manguaoensis - Puntius manipurensis - Puntius masyai - Puntius melanostigma - Puntius microps - Puntius morehensis - Puntius mudumalaiensis - Puntius muzaffarpurensis - Puntius nangalensis - Puntius oligolepis – brzanka wielkołuska - Puntius parrah - Puntius paucimaculatus - Puntius pugio - Puntius punjabensis - Puntius puntio - Puntius rhombeus - Puntius sahyadriensis - Puntius schanicus - Puntius sealei - Puntius semifasciolatus – brzanka zielona, brzanka siedmiopręga - Puntius sharmai - Puntius sirang - Puntius snyderi - Puntius sophore - Puntius sophoroides - Puntius spilopterus - Puntius takhoaensis - Puntius terio - Puntius thermalis - Puntius titteya – brzanka wysmukła, brzanka Titteya - Puntius trifasciatus - Puntius tumba - Puntius vittatus – brzanka pręgopłetwa - Puntius waageni |

Gatunkiem typowym jest Cyprinus sophore (P. sophore).

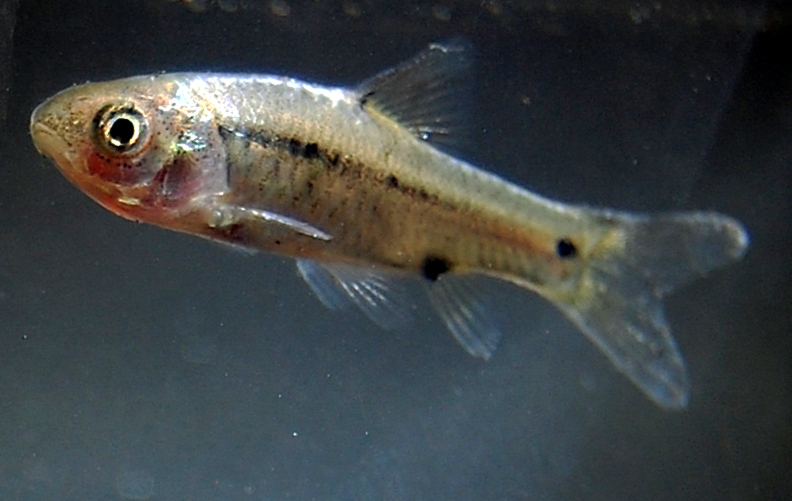
Puntius binotatus
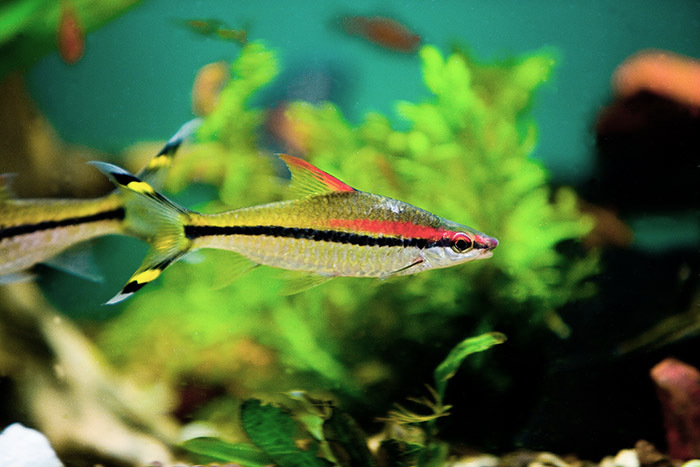
Puntius denisonii
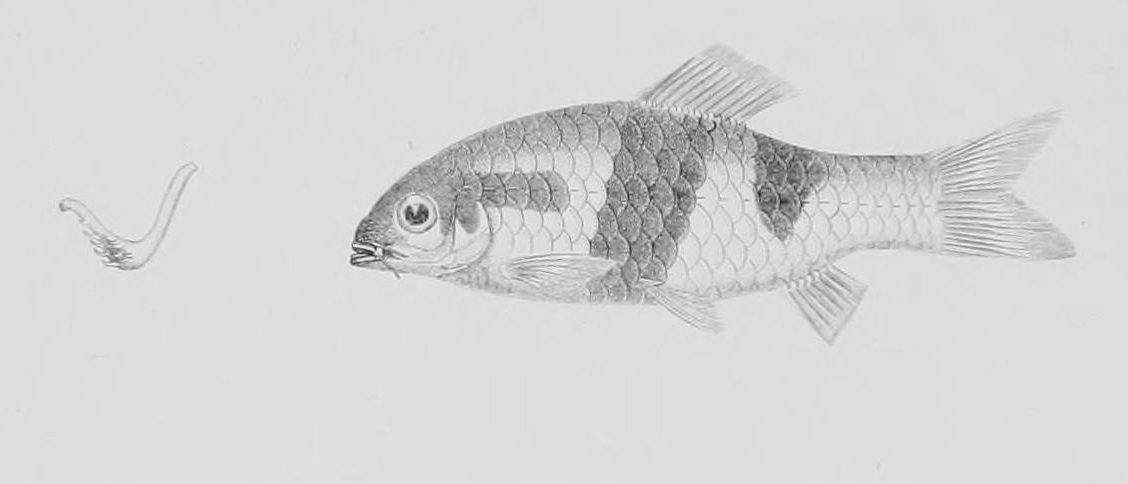
Puntius fasciatus
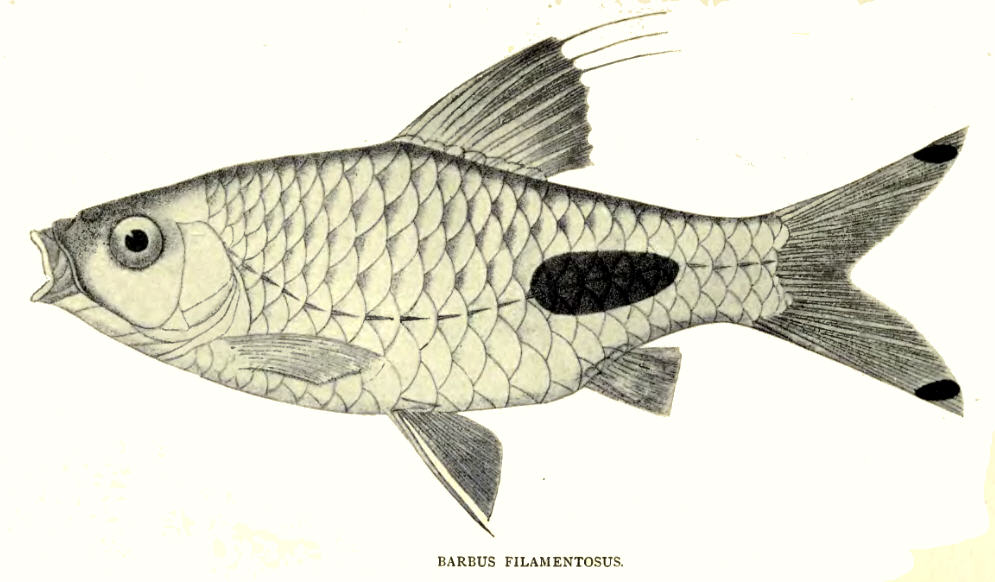
Puntius filamentosus
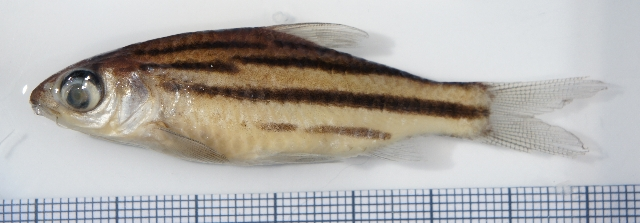
Puntius johorensis
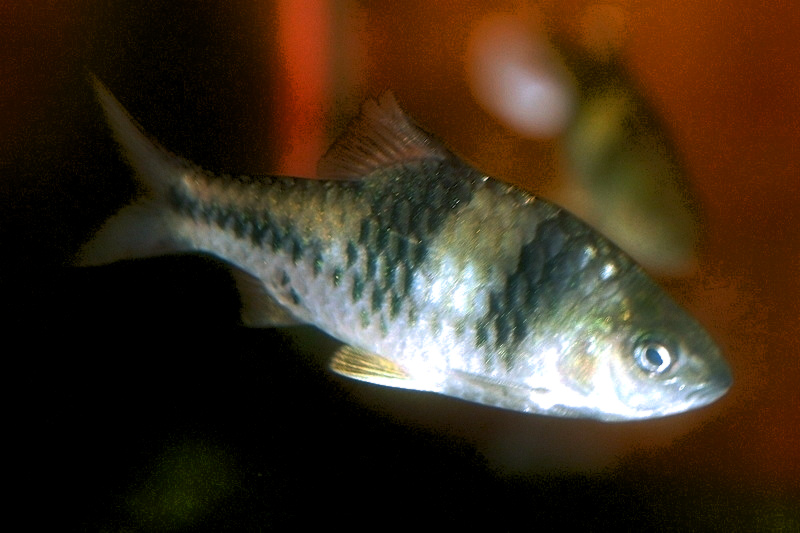
Puntius lateristriga
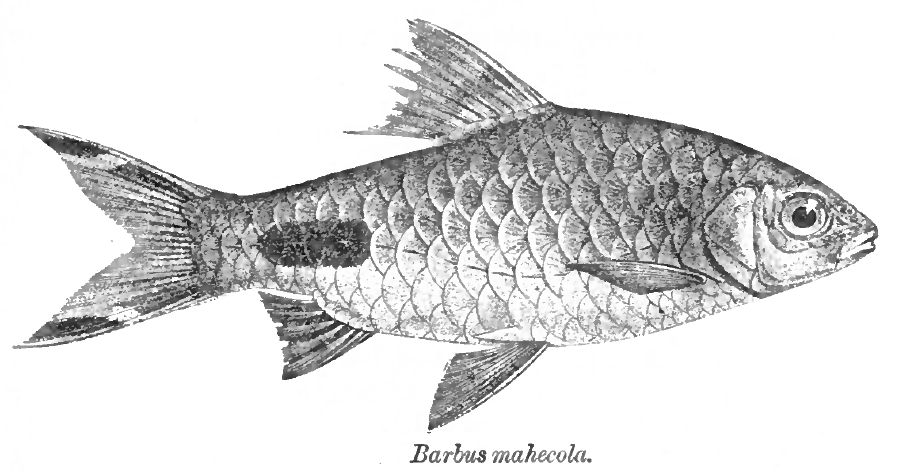
Puntius mahecola
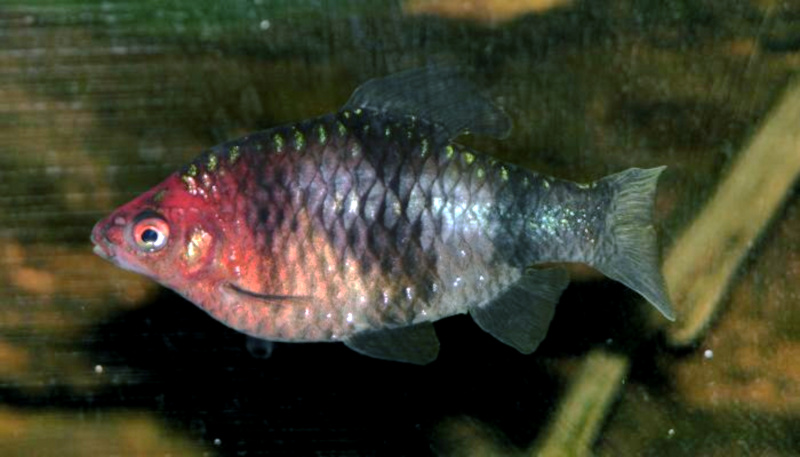
Puntius nigrofasciatus
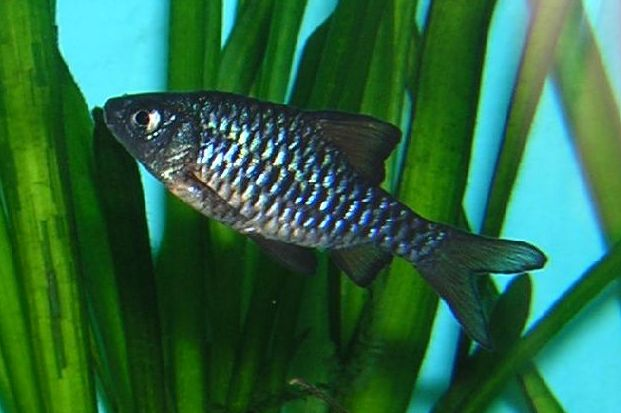
Puntius oligolepis
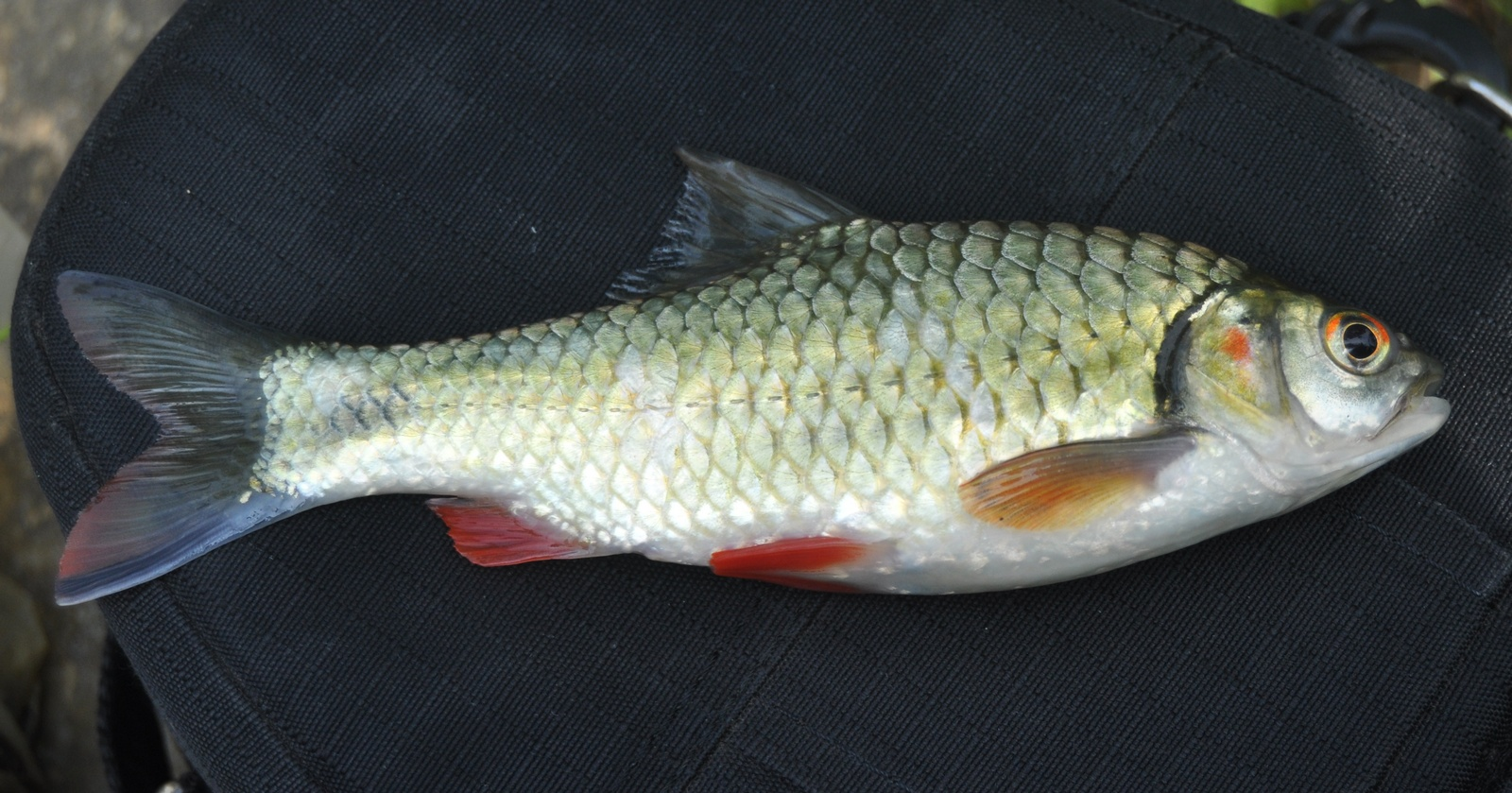
Puntius orphoides
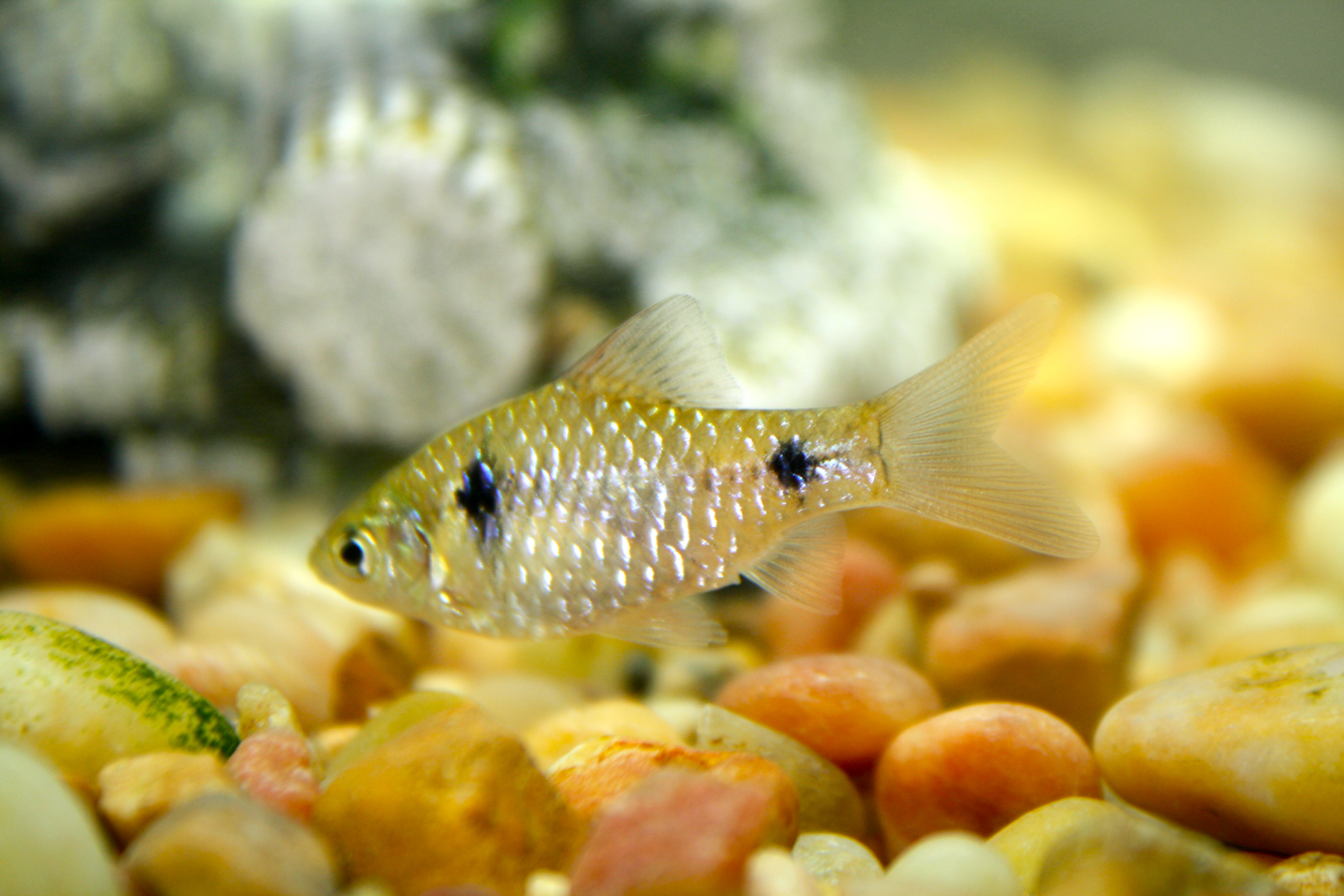
Puntius padamya
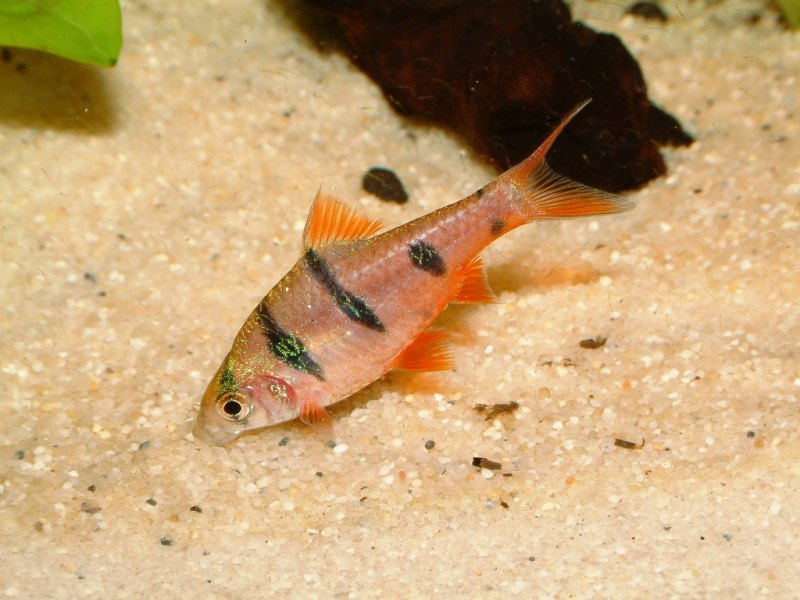
Puntius pentazona
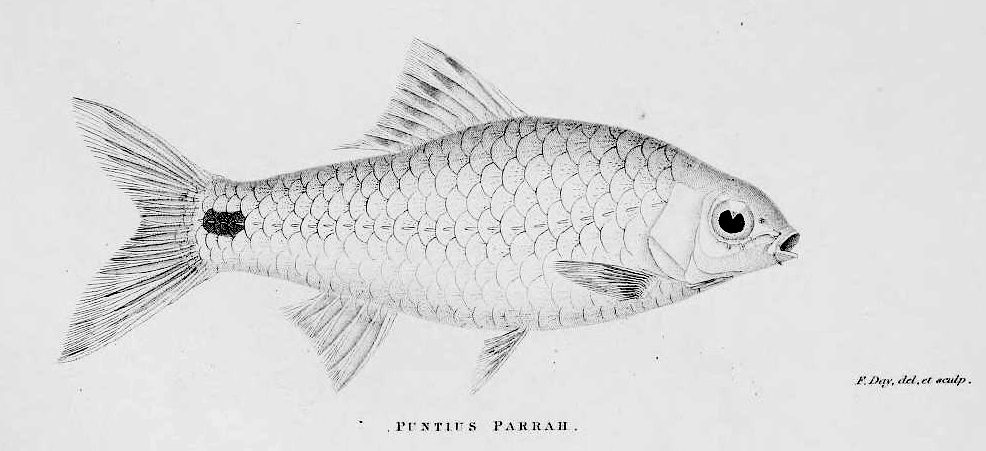
Puntius punctatus
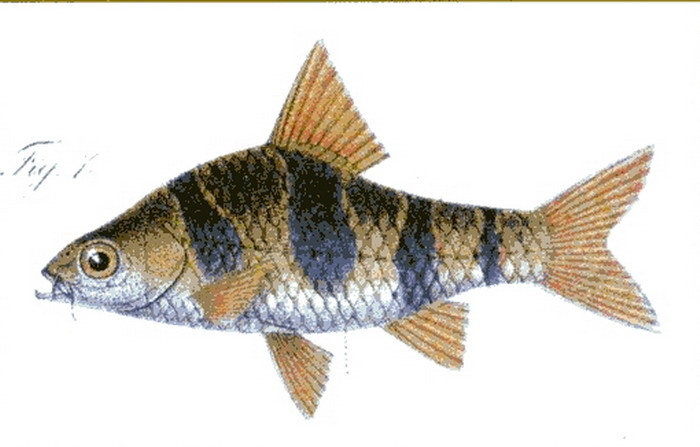
Puntius rhomboocellatus
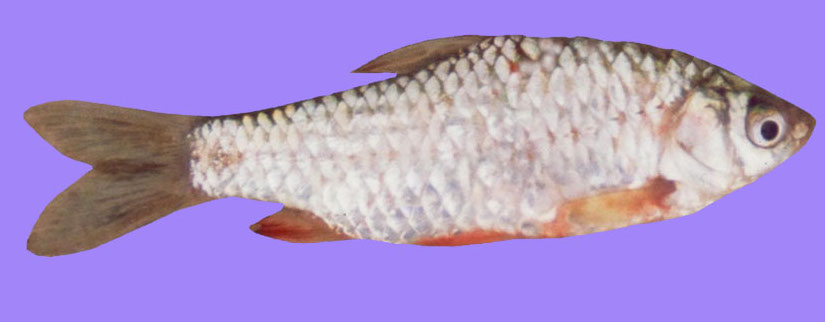
Puntius sarana
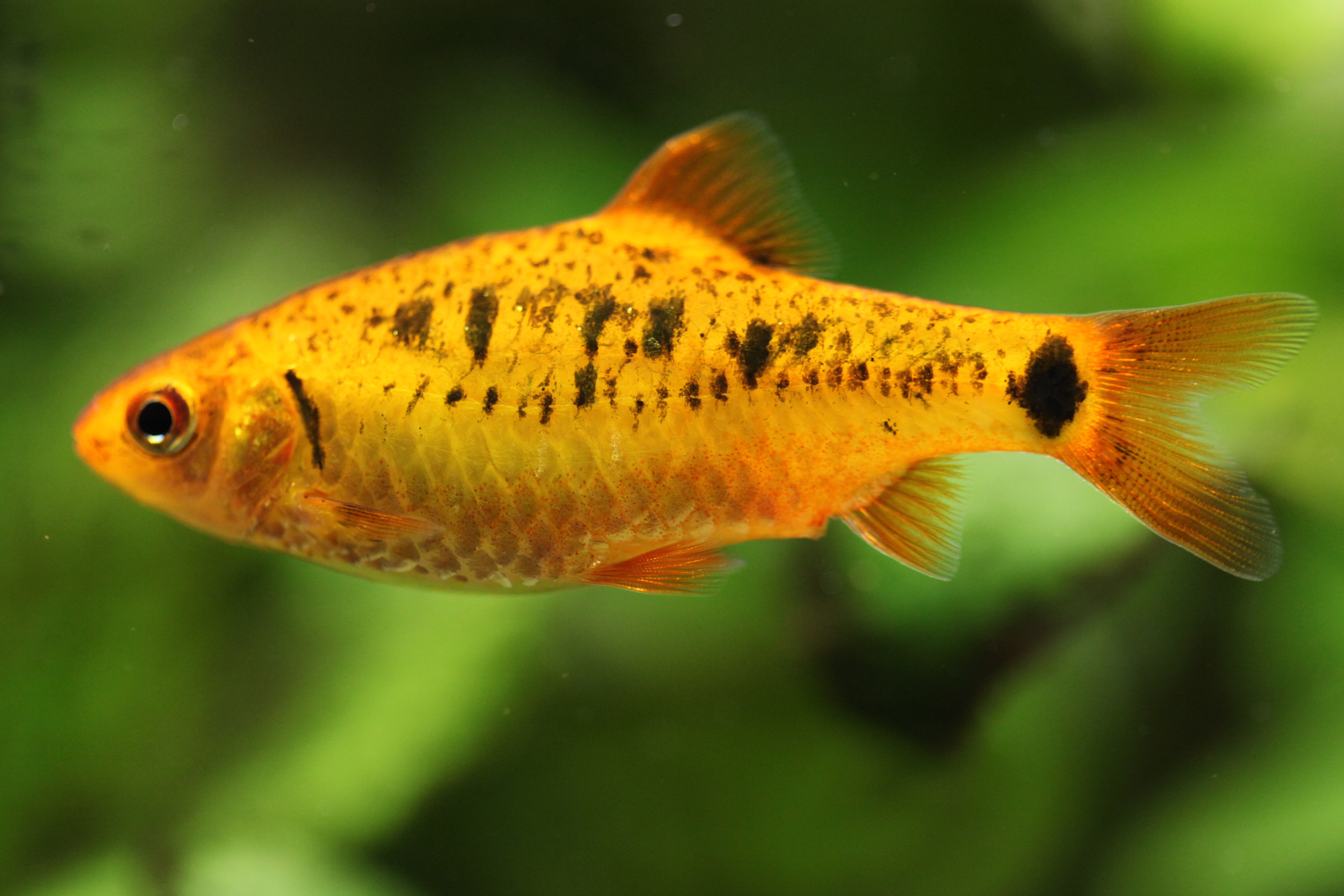
Puntius semifasciolatus
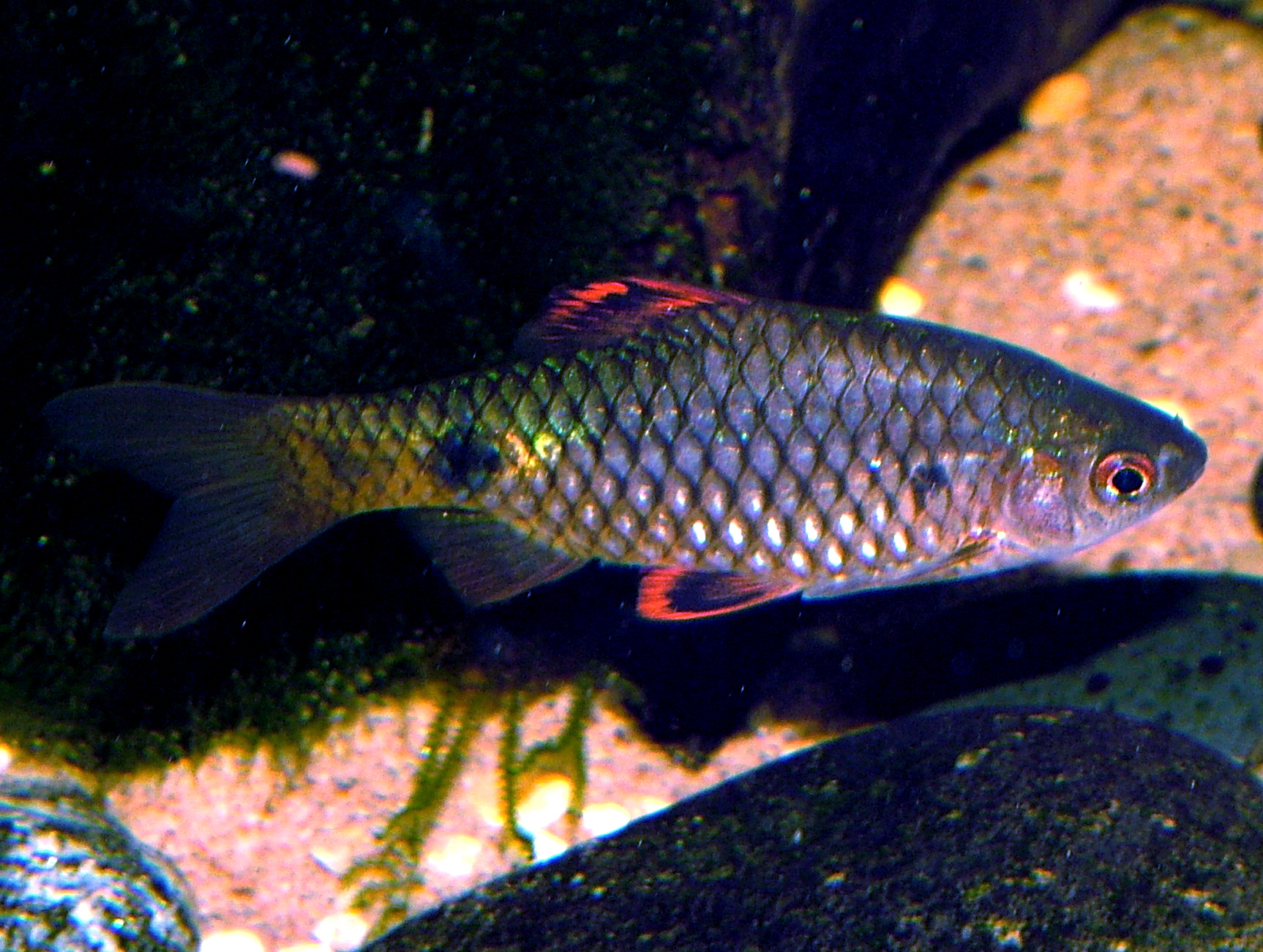
Puntius stoliczkanus
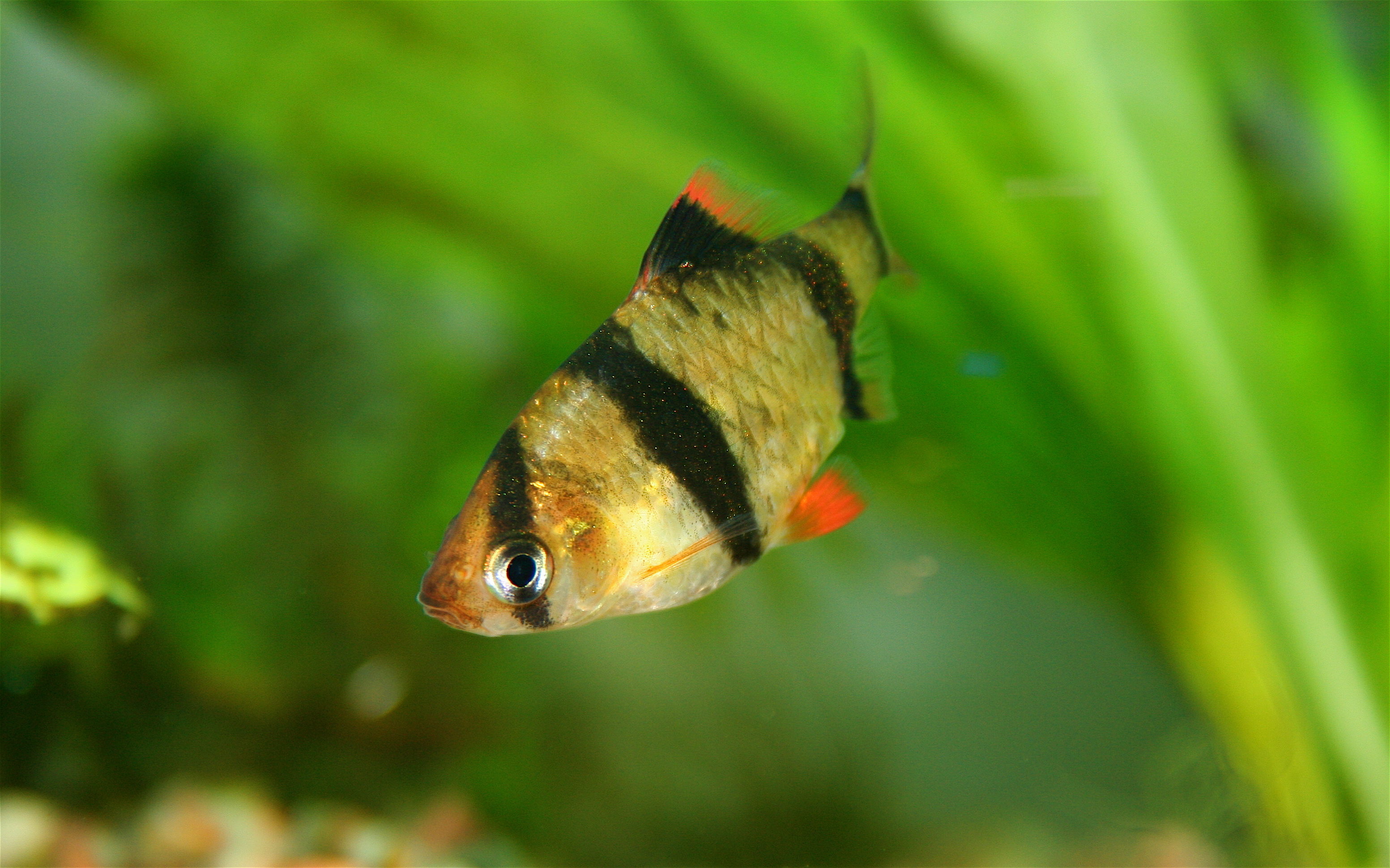
Puntius tetrazona
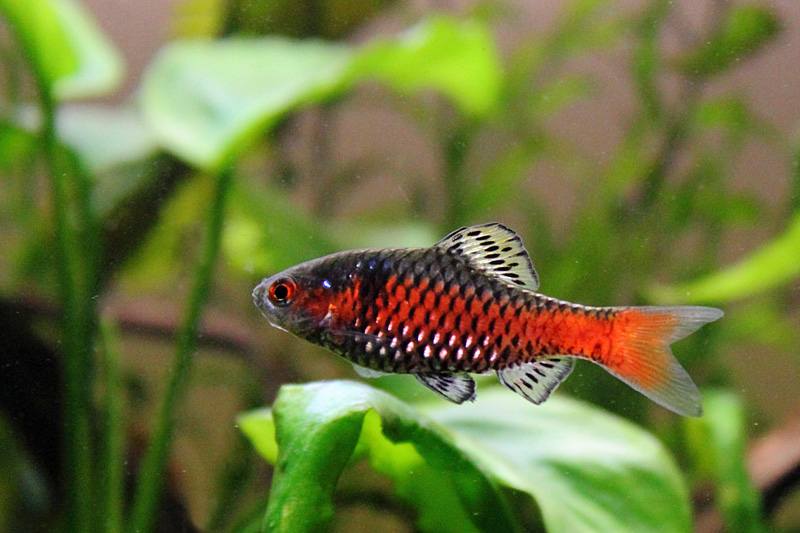
Puntius ticto
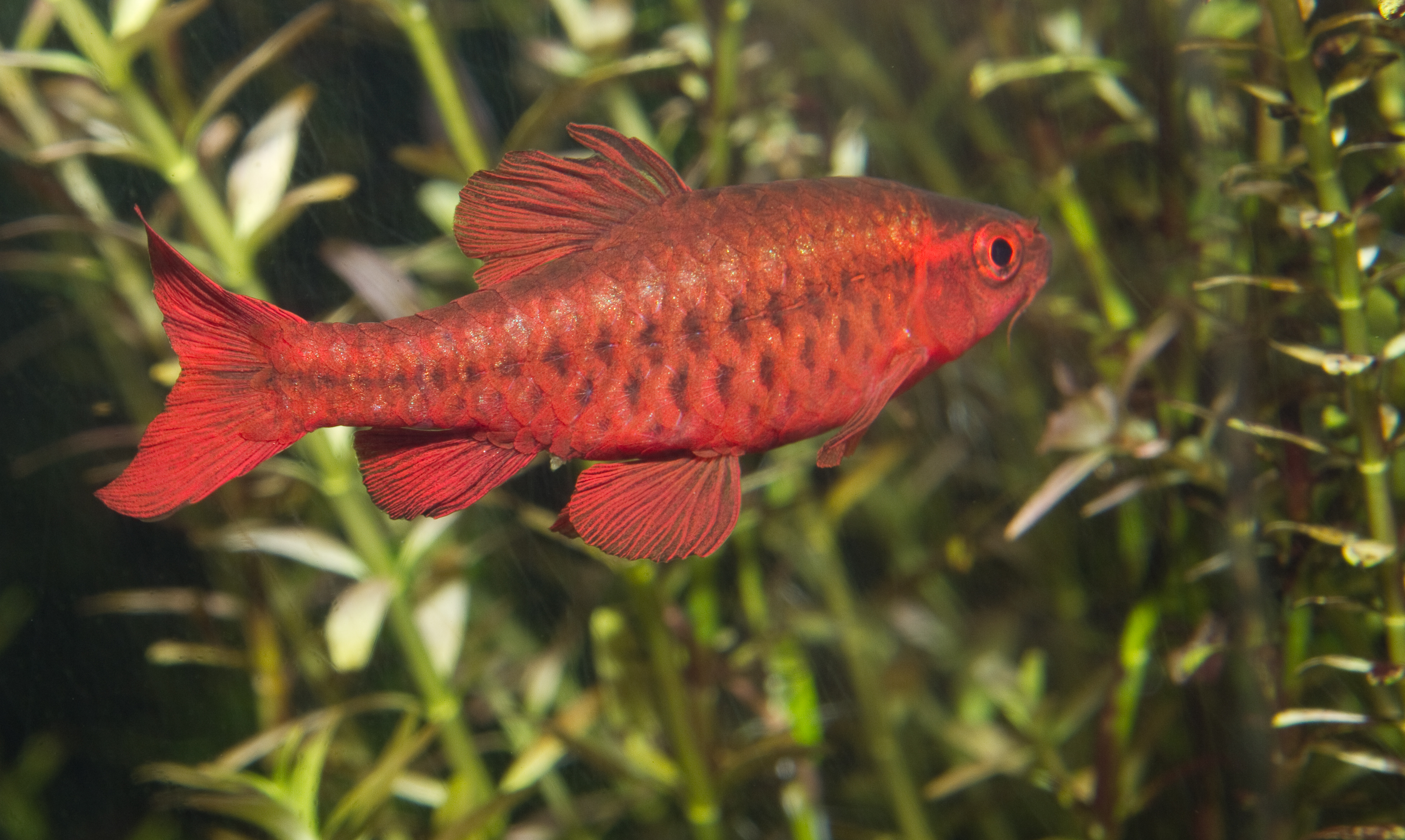
Puntius titteya
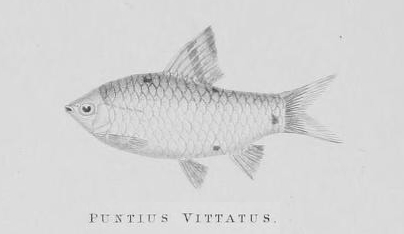
Puntius vittatus